# Frederick M. Smith
Frederick Madison Smith (ur. 21 stycznia 1874, zm. 20 marca 1946) – amerykański duchowny, najstarszy syn proroka Josepha Smitha III i jego następca w Zreorganizowanym Kościele Jezusa Chrystusa Świętych w Dniach Ostatnich (od 2001: Społeczność Chrystusa). Urząd prezydenta-proroka sprawował w latach 1915–1946.
Frederick M. Smith był jednym z dziewięciorga dzieci Josepha Smitha III i jego drugiej żony Berthy Madison. Urodzony został 21 stycznia 1874 w Plano, w stanie Illinois i ochrzczony 30 lipca 1883 r.
3 sierpnia 1897 r. ożenił się z Alice Lyman Cobb (zmarłą 4 maja 1926 r.).

## Wykształcenie
- 1895 – Iowa City Academy
- 1896 – Uniwersytet Stanu Iowa
- 1898 – Graceland College – pierwszy absolwent tej szkoły
- 1911 – Uniwersytet Stanu Kansas
- 1916 – Clark University

## Prezydentura
Jego ojciec, Joseph Smith III, zmarł 10 grudnia 1914 r. pozostawiając Kościół bez następcy. Wkrótce jednak uznano przywództwo Fredericka M. Smitha i został ordynowany na stanowisko Prezydenta-Proroka rok później. Był on znany z zainteresowań dotyczących zastosowania nowo odkrytych zasad z zakresu socjologii i opieki społecznej do nauki Kościoła o Syjonie. Przewodził Kościołowi w okresie bardzo poważnych problemów finansowych.
Zmarł w 1946 r. Kolejnym Prezydentem został jego brat Israel Alexander Smith.
Biblioteka Fredericka Madisona Smitha jest jedną z dwóch należących do Uniwersytetu Graceland; znajduje się w Lamoni i jest otwarta od 1966 r.